# مخزن الأطعمة وأدواتها

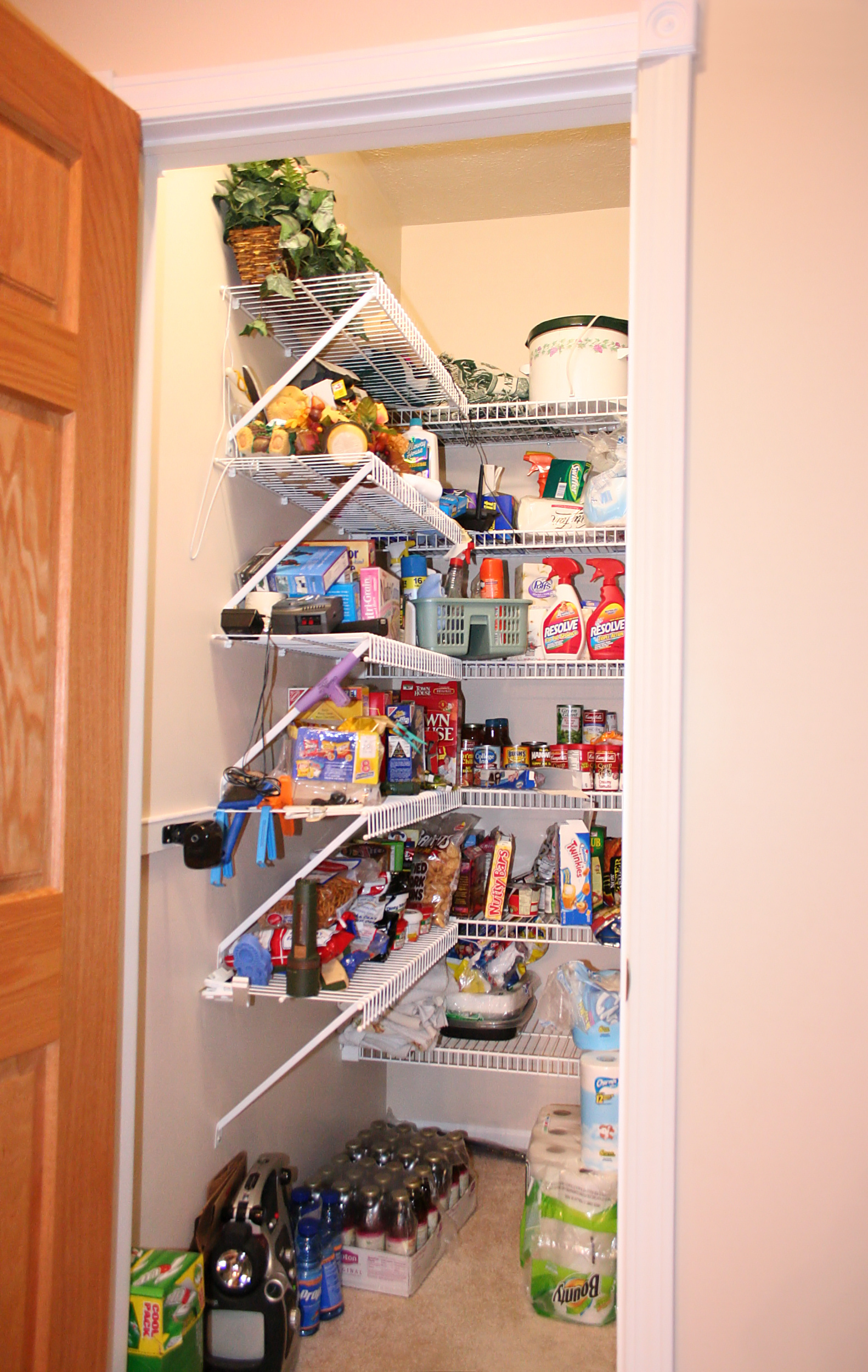
مخزن مطبخ عصري.

مستودع المؤن أو بيت المؤونة أو مخزن الأطعمة وأدواتها (بالإنجليزية: pantry)‏، هو مكان مخصص لتخزين المواد الغذائية أو المؤن أو الأطباق. ويعود أصل الكلمة إلى اللغة الإنجليزية (Pantry) وهو المصطلح الفرنسي القديم نفسه بانتيير (paneterie) والذي اشتق من كلمة pain، والذي يعني رغيف الخبز في اللغة اللاتينية panis. يستعمل الكثير من الناس هذا المخزن للاستفادة منه في سنوات الجفاف، أو لتوقع الأزمات التي قد تؤدي لنقص المواد الغذائية في الأسواق.

## التاريخ في أوروبا والولايات المتحدة
في قاعات أواخر العصور الوسطى، كانت تتوفر غرف منفصلة تؤدي العديد من المهام الخدمية المختلفة وتخزين المواد الغذائية. وكان المخزن هو المكان الذي يُحفظ فيه الخبز، كما كان يتم إعداد المواد الغذائية المتعلقة به. وكان يُشار إلى رئيس المكتب المسؤول عن هذه الغرفة بأنه خازن. وقد كانت هناك غرف مشابهة لتخزين لحم الخنزير "باكون" وغيره من اللحوم (مكان حفظ اللحوم) والمشروبات الكحولية (مكان حفظ المؤن) والتي تشتهر "بأعقاب" البراميل المخزنة فيها، والطهي (المطبخ).
في العصر الفيكتوري، كانت المنازل والعقارات الكبيرة في بريطانيا تحافظ على استخدامها لغرف منفصلة، كل واحدة منها مخصصة لمرحلة متميزة في إعداد الطعام والتنظيف. فالمطبخ مخصص للطهي، أما تخزين الطعام فيتم في غرفة التخزين. فإعداد الطعام قبل الطهي كان يتم في غرفة لحفظ المؤن، وغسيل الأطباق كان يتم القيام به في حجرة لغسل الأطباق وحفظها أو مخزن، «اعتمادًا على نوع الأطباق ومستوى الأوساخ». وحيث إن غرفة غسل الأطباق وحفظها كانت هي الغرفة التي توفر مياه جارية، فقد كانت تشتمل على بالوعة وكانت المكان الذي يتم فيه إعداد أكثر الأطعمة التي ينتج عنها مخلفات، مثل تنظيف الأسماك وتقطيع اللحوم النيئة. وكان المخزن هو المكان الذي يتم فيه تخزين أدوات المائدة مثل الصيني والأواني الزجاجية والأواني الفضية. وإذا كان المخزن يحتوي على حوض لغسيل أدوات المطبخ، فإنه كان حوضاً خشبياً مُحاطاً بالرصاص، لمنع تكسير الصيني والأواني الزجاجية أثناء غسلها. وفي بعض المنازل المرتبطة بالطبقة الوسطى، ربما كان مكان حفظ اللحوم والمخزن وغرفة التخزين عبارة عن خزانات خشبية كبيرة، لكل منها غرض خاص بها.
وفي أمريكا، تطورت المخازن من «غرف حفظ المؤن» الإستعمارية الأمريكية، والتي بُنيت في ركن شمالي بارد من الموطن الاستعماري، [والتي يُشار إليها وتُنطق بشكل أكثر شيوعًا «باتري (butt'ry)»، في مجموعة متنوعة من مخازن المزرعة ومبانيها ذات الإكتفاء الذاتي. تم بناء مخازن بتلر (Butler) أو مخازن الصيني بين غرفة تناول الطعام والمطبخ في منزل إنجليزي أو أمريكي تابع للطبقة الوسطى، وبخاصة في الجزء الأخير من القرن التاسع عشر وأوائل القرن العشرين. كانت العزب الكبيرة، مثل عزبة بالتيمور (Biltmore Estate) في مدينة آشفيل بولاية كارولاينا الشمالية أو قاعة ستان هيويت (Stan Hywet) في مدينة آكرون بولاية أوهايو تحتوي على حجرات كبيرة من المخازن وغيرها من «المكاتب» المحلية، وهو ما يعكس وجود نظيراتها من «المنازل العظمى» في بريطانيا.

## مخزن بارد
تحتاج بعض المواد الغذائية مثل اللبن والبيض والزبدة ومثلها إلى الحفظ في مكان بارد. وقبل توافر الثلاجة العصرية، كانت تنتشر صناديق الثلج، المشكلة في صندوق الثلج هي أن الكابينة التي كانت تحويها كبيرة، إما المساحة الحقيقة المثلّجة كانت صغيرة للغاية. لذا، فقد تم اختراع حل آخر وهو «المخزن البارد». وعادة ما يتكون المخزن البارد من كابينة أو خزانة تشتمل على أرفف خشبية (لكي تسمح بدوران الهواء). فقد كان يتم عمل فتحة بالقرب من أعلى للتهوية إلى الخارج، إما من خلال السطح أو أعلى الجدار. كما كان يتم عمل فتحة ثانية بالقرب من أسفل للتهوية إلى الخارج، لكن في مكان منخفض بالقرب من الأرض وعادةً ما تكون هذه الفتحة في الجانب الشمالي من المنزل، حيث يكون الهواء أكثر برودة. وبما أن الهواء في المخزن يكون دافئًا، فإنه يرتفع ويهرب من خلال فتحة التهوية العليا. وهذا بالتبعية يسحب الهواء الأكثر برودة من فتحة التهوية السفلى، مما يوفر دورة ثابتة من الهواء البارد. وفي وقت الصيف، عادة ما تتراوح درجات الحرارة في المخزن البارد بين العديد من الدرجات الأقل من درجة الحرارة المحيطة في المنزل، أما في وقت الشتاء، تكون درجة الحرارة في المخزن البارد أقل بكثير من درجة حرارة المنزل.
يُعدّ المخزن البارد مكانًا مثاليًا لحفظ مخزون الأغذية التي لا تحتاج بالضرورة أن تبقى مبردة. وقد كان الخبز والفطائر وكعك الجبن والمعجنات والبيض والزبدة من بين مخزونات الأطعمة التي يتم حفظها في المخزن البارد. ويمكن إحضار الخضراوات من القبو الجذري بكميات صغيرة وحفظها في المخزن البارد حتى تكون جاهزة للاستخدام. وحين لا تتوفر مساحة في صندوق الثلج في المقام الأول، فإن المخزن البارد يُعد مكانًا رائعًا لتخزين الفواكه الطازجة والتوت.

## مخزن الخدم
مخزن الخدم أو مخزن الخدمة هو عبارة عن غرفة خدمية في منزل كبير، تستخدم في المقام الأول لتخزين مواد خدمية، أكثر من الطعام. تقليديًا، كان مخزن الخدم يُستخدم لتخزين وتنظيف وإحصاء الفضة، وكان غالبًا ما ينام الخدم الأوروبيون في المخزن، حيث كانت مهنتهم هي الحفاظ على الفضة في مكان آمن. وقد يتم الإحتفاظ بمخزون النبيذ وكتب الحسابات الخاصة بالتجار فيه. وتُستخدم الغرفة من قبل الخدم وغيرهم من الموظفين المنزليين ولذا كان يُطلق عليها مخزن الخدم حتى في المنازل التي لا تشتمل على خدم.
في المنازل العصرية، تقع مخازن الخدم في أماكن انتقالية بين المطابخ وغرف الطعام وتُستخدم كمناطق تنظيم لتقديم الوجبات. وعادة ما تحتوي على أسطح عمل وتُستخدم لتخزين أدوات المائدة وقطع التقديم والشمع والنبيذ وغيره من مواد غرفة الطعام. وتشتمل الإصدارات الأكثر وضوحًا على ثلاجات أو أحواض أو غسالات أطباق.

## كابينة هوسيار (Hoosier)
تم تطويرها للمرة الأولى في أوائل القرن العشرين بواسطة شركة هوسيار للصناعة في مدينة نيوكاسل بولاية إنديانا واشتهرت في الثلاثينيات من القرن العشرين، من ثم أصبحت كابينة هوسيار والعديد من مقلديها تجهيزًا أساسيًا في المطابخ الأمريكية. وتوصف كابينة هوسيار في كثير من الأحيان بأنها «مخزن ومطبخ في آن واحد»، وتوفر سهولة إحضار واستعداد المخزن بما يحويه من العديد من مساحات التخزين وأسطح العمل إلى المطبخ مباشرة. وكان يتم بيعها في كاتولوجات ومن خلال برنامج بيع فريد من نوعه ومُوجَّه لزوجات المزارعين. وتبشر شهرة هوسيار بتحول تدريجي نحو زيادة الكبائن ومساحات العمل في المطبخ الأمريكي إلى أن يعفو عليها الزمن مثل المخزن. واليوم، فإن كابينة هوسيار هي الأكثر رواجًا من العناصر المنزلية وتُستخدم على نطاق أوسع.

## المخزن ألأسيوي
تقليديًا، تتميز المطابخ في آسيا بمخططات أكثر انفتاحًا. وبشكل عام، تؤدي الكابينة الخشبية مهمة المخزن. وفي اليابان، يُطلق على كابينة المطبخ اسم «ميزويا تانسو (Mizuya Tansu)». وقد تطور تقليد كبير حول أسطح العمل والكبائن الخشبية بشكل عام في اليابان، وبخاصة خلال عصر توكوجاوا (Tokugawa). وقد تم تصميم عدد هائل من التصميمات لتاسو (الصناديق والكبائن)، جميعها مُصممة لغرض واحد محدد أو غيره.
الفكرة مشابهة للغاية لكابينة هوسيار المذكورة أعلاه، مع مجموعة واسعة من الوظائف التي يتم تقديمها من خلال ابتكارات محددة للتصميم.

## المخزن العصري
المخزن بصدد العودة إلى المنازل الأمريكية والإنجليزية كجزء من فكرة التخزين والحفاظ على المنزل منذ أواخر التسعينيات من القرن العشرين. فهي واحدة من السمات الأكثر طلبًا في المنازل الأمريكية اليوم، على الرغم من كبر أحجام المطابخ أكثر من أي وقت مضى. فهناك اهتمام وحنين إلى العودة إلى المخزن، وكذلك كغرض عملي ونفعي.
كما أنه قد تم استخدام المصطلح للإشارة إلى أي غرفة تخزين صغيرة للمواد الغذائية غير القابلة للتلف مثل السلع المعلبة، حيث إنها لا تحتاج إلى وضعها بالقرب من المطبخ وغالبًا ما توجد في طابق سفلي.

## كتب عن المخازن
توضح فصول الكتب القديمة وبخاصة التي تمت كتابتها خلال عصر العلوم المنزلية والاقتصاد المنزلي في الجزء الأخير من القرن 19 إلى كيفية تأثيث وتنظيف والحفاظ على مخزن. دافع كاثرين إي بيتشر (Catharine E. Beecher) وهاريتى بيتشر ستو في كتابهم المبتكر منزل المرأة الأمريكية، والذي تمت كتابته في عام 1869 عن إزالة المخزن من خلال وجود رفوف وكبائن للتخزين في المطبخ. ولم تلق هذه الفكرة ترحيبًا في المنازل الأمريكية حتى بعد مرور قرن من الزمان، والتي أصبح فيها المخزن عبارة عن كابينة ممتدة من الأرض حتى السقف في مطبخ ما بعد الحرب. وخلال العصر الفيكتوري وحتى الحرب العالمية الثانية عندما تغيرت المنازل بشكل ملحوظ، أصبحت المخازن شائعة في كافة المنازل الأمريكية تقريبًا. ويرجع ذلك إلى صغر حجم المطابخ وأنها منفعية بشكل تام وليست منزلية، وغالبًا ما تكون مجهزة تجهيزًا جيدًا، ومركز المنزل الذي نستمتع به اليوم (أو الذي كان يفعله الأسلاف الاستعماريون). وبالتالي، فقد كانت المخازن عبارة عن مساحات عمل هامة بما تشتمل عليه من رفوف وخزانات وأسطح عمل مدمجة.
وفي الفصل الأخير من كتاب هذه الأعوام الذهبية السعيدة، كتب لاورا إنغالز وايلدر حسابًا وصفيًا عن المخزن الذي قامت ألمانزو وايلدر (Almanzo Wilder) ببنائه في أول منزل لهما معًا في مدينة ديسمت (DeSmet) في جنوب داكوتا (South Dakota). وهو يفصل مخزن مزرعة بشكل تفصيلي والذي رأته للمرة الأولى بعد زواجها من وايلدر والرحلة اللاحقة لمنزلهما الجديد.
عادة كانت غارات المخازن عبارة عن أنماط شائعة في أدب الأطفال وإعلانات أوائل القرن الـ 20. ربما كان أشهر حدث للمخازن في الأدب عندما كان يتعين على الشخصية التي ألفها مارك توين وهي توم سواير (Tom Sawyer) التكفير عن ذنب الدخول إلى مكان المربى في المخزن الخاص بالخالة بولي (Polly): كنوع من أنواع العقاب، وكان يتعين عليه طلاء السور الخاص بها.

## وصلات خارجية
- Pond، Catherine Seiberling (2007). The Pantry: Its History and Modern Uses. Salt Lake City: Gibbs Smith. ISBN:1-4236-0004-5. مؤرشف من الأصل في 2022-03-15.
- Solid wood contemporary Tansu Pantry Furniture and Cabinets at Greentea Design
- Wholesale Kitchen Gadgets In Cairo, Egypt
- Tubney House History - Dating back to 1479 with some floor plans showing buttery, pantry and kitchen evolution within